# Urs Bühler
Urs Toni Bühler, né le 19 juillet 1971 à Lucerne, est un ténor suisse, membre du quatuor Il Divo.

## Biographie
Sa carrière a commencé à 17 ans avec The Conspiracy un groupe de hard rock de Lucerne composé de cinq membres et la sortie de l'album One To One en 1991, où il a suivi des cours à l'université Academy for School and Church Music. Il s'est ensuite installé à Amsterdam, où il entre au conservatoire sous la tutelle d'Udo Reinemann. Urs Bühler a également travaillé avec le ténor suédois Gösta Winbergh et le ténor français Christian Papis. Il travaille sept ans au sein de l'Opéra des Pays-Bas, avant d'être recruté dans son groupe actuel.

## Vie personnelle
En 2003, Urs a eu une relation avec la violoniste Valerie Brusselle qui s'est terminée en 2006. En 2008 a commencé une relation avec Tanya Rodney (maquilleuse du groupe Il Divo) avec laquelle il aura une fille, née le 23 décembre 2008 nommée Wilhelmina Bühler-Rodney, affectueusement appelée Billie. Après les barboteuses avec Tanya, en 2012 il entame une relation avec Kelly Phelan, gymnaste professionnelle qui travaille dans le Cirque du Soleil. Cette relation s'est terminée en 2015. Début 2016, il entame une relation avec Leticia Martin-Crespo, ils se fiancent à Venise le 29 juin 2016 et se marient le 12 septembre 2016 sur une plage d'Ibiza.

## Discographie

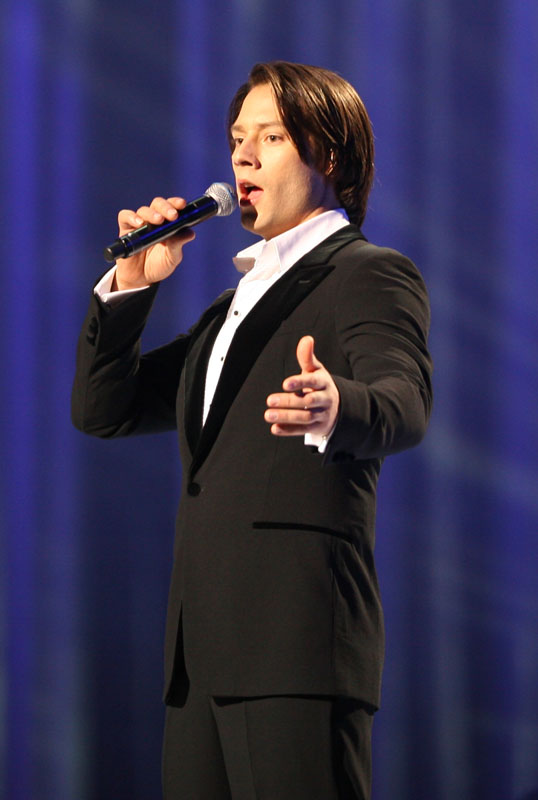
Urs Bühler en concert avec Il Divo en 2008.

### Il Divo
Pour un article plus général, voir Il Divo.